# کیوجانا-لا کومندا
کیوجانا-لا کومندا (به ایتالیایی: Chiugiana-La Commenda) یک منطقهٔ مسکونی در ایتالیا است که در اومبریا واقع شده‌است. کیوجانا-لا کومندا ۶٬۴۲۷ نفر جمعیت دارد و ۲۸۴ متر بالاتر از سطح دریا واقع شده‌است.